# هاري وليامز (لاعب كرة قاعدة)
هاري وليامز (بالإنجليزية: Harry Williams)‏ هو لاعب كرة قاعدة أمريكي، ولد في 23 يونيو 1890 في أوماها في الولايات المتحدة، وتوفي في 21 ديسمبر 1963 في هونتينغتون بارك في الولايات المتحدة.

## وصلات خارجية
- هاري وليامز على موقعبيزبول رفرنس.كوم (الدوري الرئيسي) (الإنجليزية)
- هاري وليامز على موقعبيزبول رفرنس.كوم (الدوري الثانوي) (الإنجليزية)